# Chiheb Dghim
Chiheb Dghim, né le 3 décembre 1969 à Monastir, est un écrivain tunisien.

## Origines
Son père et ses oncles, Mohammed Ali et Habib Dghim, ont été inquiétés et emprisonnés par les autorités françaises pour leur activisme au sein du Destour. Son oncle maternel Sidi Ahmed Sayadi a été le premier secrétaire d'une cellule destourienne à Monastir en 1933. Son grand-père maternel Chedly Bouzgarrou-Djaffoura (proche parent des familles Zouiten et Bourguiba), a aussi été un fidèle compagnon de Habib Bourguiba ; il est la seule personne à prendre contact avec lui lors de son passage à Bordj le Bœuf et accompagne sa femme Mathilde et son fils Habib Bourguiba Jr. pour le voir en prison ; il participe également à la délégation composée de dignitaires monastiriens envoyée auprès du bey pour protester contre la politique de naturalisation en 1933.

## Formation
Dghim suit ses études primaires à Monastir, à l'école Al Sâada, puis ses études secondaires au lycée technique de Monastir. Il obtient son DEUG en littérature et études arabes à l'université de Sousse puis, après quelques années passées au service de la compagnie aérienne Nouvelair, décroche une maîtrise de la même université et s'installe à Paris.
En 2005, il obtient son DEA en travaillant sur l'œuvre Le Voleur et les Chiens de Naguib Mahfouz. Il s'inscrit en thèse de doctorat à l'université Sorbonne-Nouvelle (UFR Moyen-Orient et monde arabe), en littérature arabe contemporaine.
En 2013, sa thèse portant sur la thématique de l'altérité, L'étranger dans quelques romans égyptiens, lui permet d'obtenir le titre de docteur ès lettres.
Il est qualifié aux fonctions de maître de conférences en 2014. 

## Carrière
Il enseigne la langue et la civilisation arabe dans les écoles élémentaires en Tunisie puis dans quelques centres spécialisés en France. De 2006 à 2008, il participe à plusieurs colloques et congrès universitaires à l'étranger. Professeur de langue arabe dans quelques écoles privées en France, il participe à des émissions, surtout sur France 24 en arabe et Al Janoubiya TV en Tunisie.
Il enseigne à l'université Toulouse-Jean-Jaurès.

## Publications
Ouvrages
- Du voile : de l'Antiquité à l'Islam, Paris, Éditions de Paris, 2004, 278 p. (ISBN 978-2851620781), avec Jacqueline Genot-Bismuth, souhaite comprendre l'enjeu que revêt le voile pour des jeunes filles en recherche de leur identité islamique dans un pays qui les convie à l'émancipation :
- Jésus-Christ dans la poésie arabe chrétienne et musulmane, Paris, Éditions de Paris, 2004, 107 p. (ISBN 978-2851622198), porte sur l'image toujours vivante du Christ dans la poésie arabe avec quelques poèmes d'auteurs chrétiens et musulmans arabes où sa figure naît de la souffrance et du rejet ;
- L'étranger dans le roman égyptien contemporain et moderne, Sarrebruck, Éditions universitaires européennes, 2013, 440 p. (ISBN 978-6131540301), porte sur l'étude de l'espace et des personnages dans quelques romans égyptiens ;
- Occident et Orient : représentation de l'espace dans le roman égyptien, Sarrebruck, Éditions universitaires européennes, 2023, 92 p. (ISBN 978-6206698807) ;
- Le statut de la femme étrangère dans le roman arabe, Sarrebruck, Éditions universitaires européennes, 2023, 68 p. (ISBN 978-6206698975).

Publications scientifiques et colloques
- Les figures de l'exil dans le roman arabe, Université de Montréal, 2007 ;
- Le traitement de l'homosexualité dans la presse de quelques pays francophones, Université de l'Illinois, 2008 ;
- La figure du marginal dans les littératures, Université Sorbonne-Nouvelle, 2010 ;

Articles
- « L'autre pays, Tabuk, les identités interdites ! », DIRE, 2014[2].